# Cyrix
Cyrix Corporation是1988年在美國德克薩斯州理查森市成立的一家微處理器開發公司，主要從事于專為286和386微處理器提供高性能的浮點運算處理器。Tom Brightman和Jerry Rogers是這家公司的創始人，經過公司總裁兼CEO的Jerry Rogers親自招賢納士，最終組成了一個僅有30人的設計團隊，人數雖少但卻很高效。
Cyrix在1997年11月11日與國家半導體合併。

## 產品

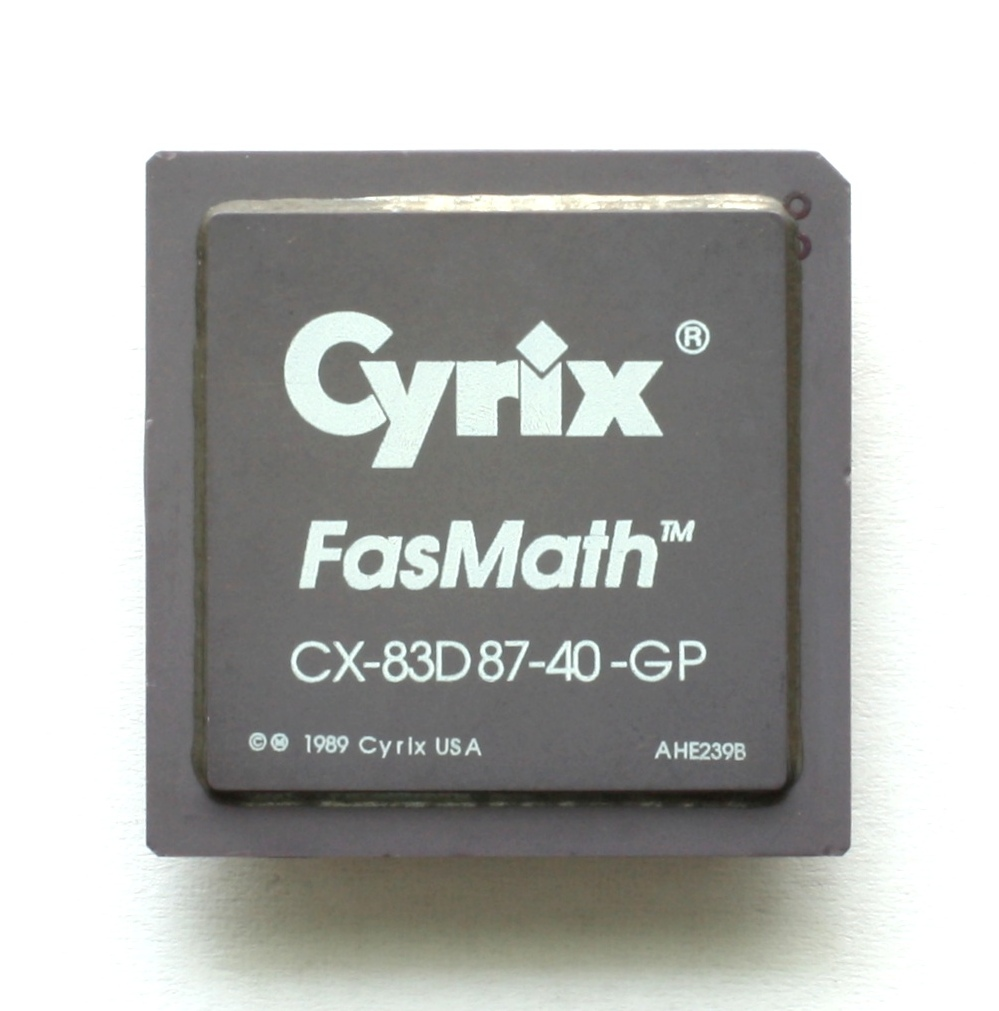
Cyrix FasMath

Cyrix初次亮相于個人電腦市場的產品是1989的與x87相容的浮點運算單元副處理器，Cyrix FasMath 83D87和83S87。FasMath當時是最快的386副處理器，比英特爾自家的80387還要快上50%。Cyrix FasMath 82S87是83D87回溯版，用於80286平臺，于1991年發售。

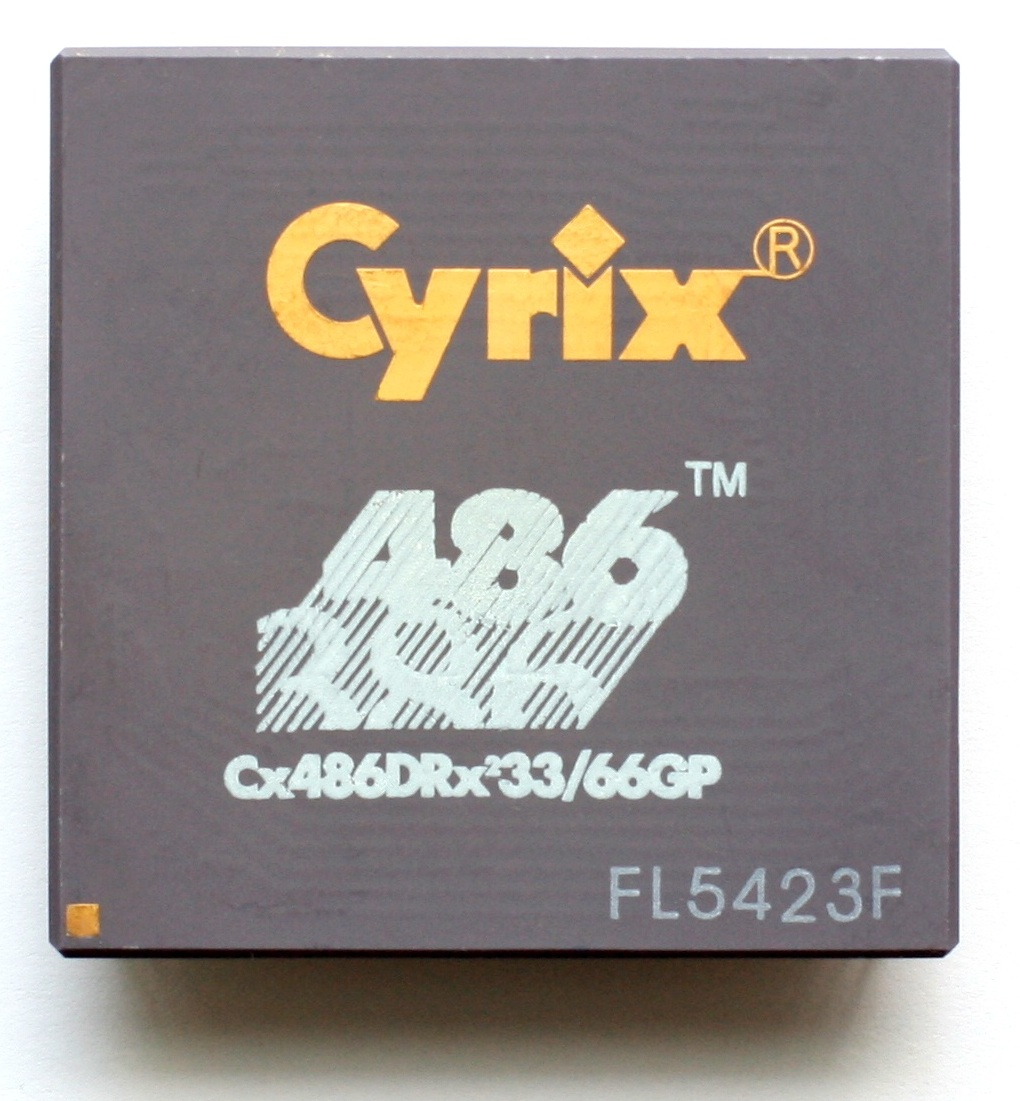
Cyrix Cx486DRx²微處理器

該公司早期CPU產品包括486SLC和486DLC，發佈于1992年。儘管它們的名字裡有486字樣，但實際的接腳卻分別與386SX和386DX相同。引入了晶片上的一級緩存和486指令集，使它們的性能介於英特爾自家的386與486處理器之間。這些晶片被需要升級硬體的使用者所青睞，同樣也取悅于轉銷商，他們可以借用這些處理器來清理難於出售的386主機板，並以將其定位於低端的486級的產品出售。當時在中國大陸的學校、企業單位以至於一般家庭，人們為了在經濟允許的條件下儘快步入電腦時代，多採用基於這類處理器來自臺灣的電腦。多數晶片上也還印有Made in Taiwan的字樣。同樣這個產品也倍受指責，分析師認為它們的性能無法與486相比，僅與386同級。由於Cyrix是無晶設計公司，晶片早期交由德克薩斯州晶元廠生產，一部分晶片被冠名于TX或TI，即TX486DLC、TX486SLC等等，名字不同但卻是完全一樣的晶片。IBM公司的386SLC產品線，儘管名稱類似，但卻與此無關。
Cyrix後來發佈了Cyrix 486SRX2和486DRX2，它們實質上是雙倍頻的SLC和DLC，市場定位於386向486的升級使用者。與SLC/DLC不同之處在于，這些晶片包含內部快取一致性電路，這樣就算是最早的不相容SLC/DLC的386主機板，也可享用來自Cyrix的486實惠。
最終Cyrix有能力發佈接腳與Intel 486一樣的CPU產品：Cyrix Cx486S和之後的Cx486DX。但其晶片性能競落後于AMD的486相容產品，而被甩至廉價產品市場。當AMD成功說服OEM廠商，如Acer和Compaq，採用AMD的486產品時，Cyrix卻很失利，而且僅適用于早期486主機板。
當AMD  Am5x86僅僅是一個四倍頻的486時，Cyrix 5x86已經實現了部分Pentium才具有的功能。
1995年，當Pentium的複製產品未準備好上市時，Cyrix重演了它自己的歷史，發售了可以插于3.3伏支援80、100、120以及133MHz的486主機板的Cyrix Cx5x86（M1sc）。它的性能與75MHz的Pentium相當。Cyrix 5x86 (M1sc)事實上是其主打產品Cyrix 6x86（M1）的縮水版，類似于英特爾的Pentium Overdrive，64位內部匯流排，32位外部匯流排。

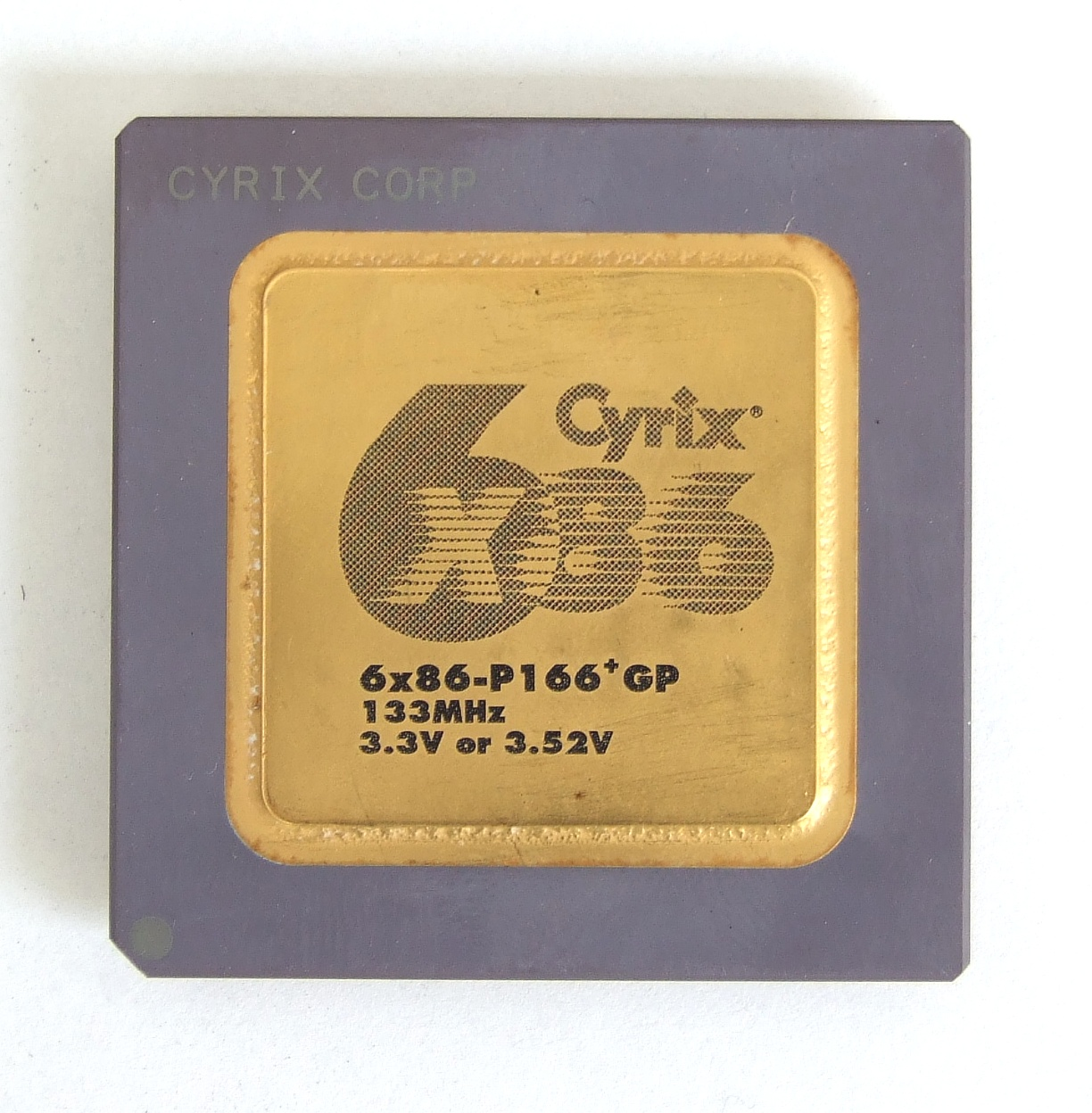
Cyrix 6x86-P166

之后Cyrix在1995年发布了著名的Cyrix 6x86，也就是M1。这颗处理器延续了Cyrix制作英特尔取代性产品的傳統，性能幾乎超越了英特尔的相應產品。6x86處理器使用的是標稱頻率，如P166+意味著性能將超越Pentium 166MHz處理器。事實上，6x86處理器的實際頻率遠低於此，但性能卻不遜色。起初Cyrix試圖為它的額外性能而提高售價，但不久發現它的浮點運算能力卻無法與Pentium匹敵。造成這種劣勢的原因在於Cyrix的浮點運算部件並沒有像Pentium那樣流暢化，而需要浮點預算的3D遊戲暴露了它的不足，打破了如意算盤而不得不反而降價。當Cyrix成功的取悅電腦發燒友和個體零售商時，AMD成為了OEM的主要供應者。
之後的6x86L是6x86的修訂版，降低了功耗；而6x86MX（M2）加入了MMX指令的支援，以及更大的一級緩存。Cyrix MII是6x86MX的易名，為了更能與Pentium II競爭。

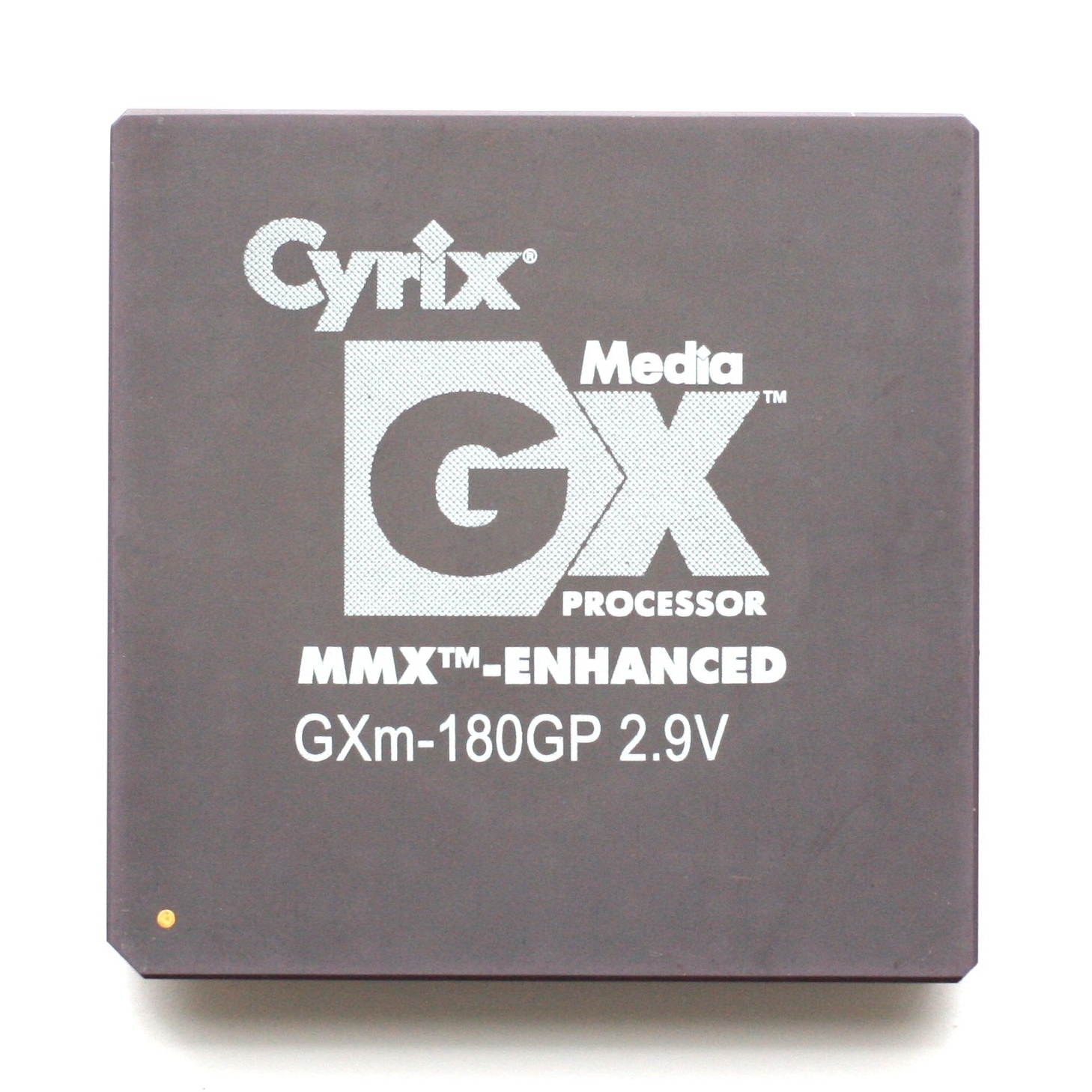
Cyrix MediaGX

1996年Cyrix發布了MediaGX處理器，它將包括聲音、圖形單元在內的所有個人電腦中的主要獨立部件整合於CPU芯片中。起初，是基於早期的5x86技術，運行於120或133MHz，性能並不十分理想，但較低的價格使它得以成功。MediaGX使Cyrix第一次獲得全勝，Compaq將它運用於低成本的Presario 2100和2200系列電腦中，這也使得Cyrix獲得將6x86售與Packard Bell和eMachines的權力。
後期MediaGX運行頻率高達至333MHz，並且加入了MMX的支持。加入的額外一顆芯片擴展它的視頻性能。

## PR标称系统
因為6x86的每週期指令數高於Pentium，並且Cyrix時而會使用更快的總線速度，使它在相對較低的主頻下獲得較高的性能。於是Cyrix和它的對手AMD合作開發了具有爭議性的性能指標系統，Performance Rating（PR），用以和英特尔的產品作比較。由於運行133MHz的6x86在評分程式評測後的得分略高於運行於166MHz的Pentium，因此它被標注為6x86-P166+。英特尔採用法律的途徑訴訟這種做法導致Cyrix將字母R加入其中。
PR標註備受爭議，因為Cyrix的性能超越Pentium，是在運行文書軟體下的比較，而這種軟體並沒有暴露浮點運算的性能。而當運行最新的遊戲時，PR值將被降低。除此之外，6x86主要用於低端配置系統，性能也會因為使用的外圍設備影響而進一步下降。
儘管AMD也將PR標註使用於它早期的AMD K5芯片上，但不久後隨AMD K6發布時而放棄。後來在Athlon XP時代，AMD重新使用了類似的標註方式。

## 晶元化夥伴

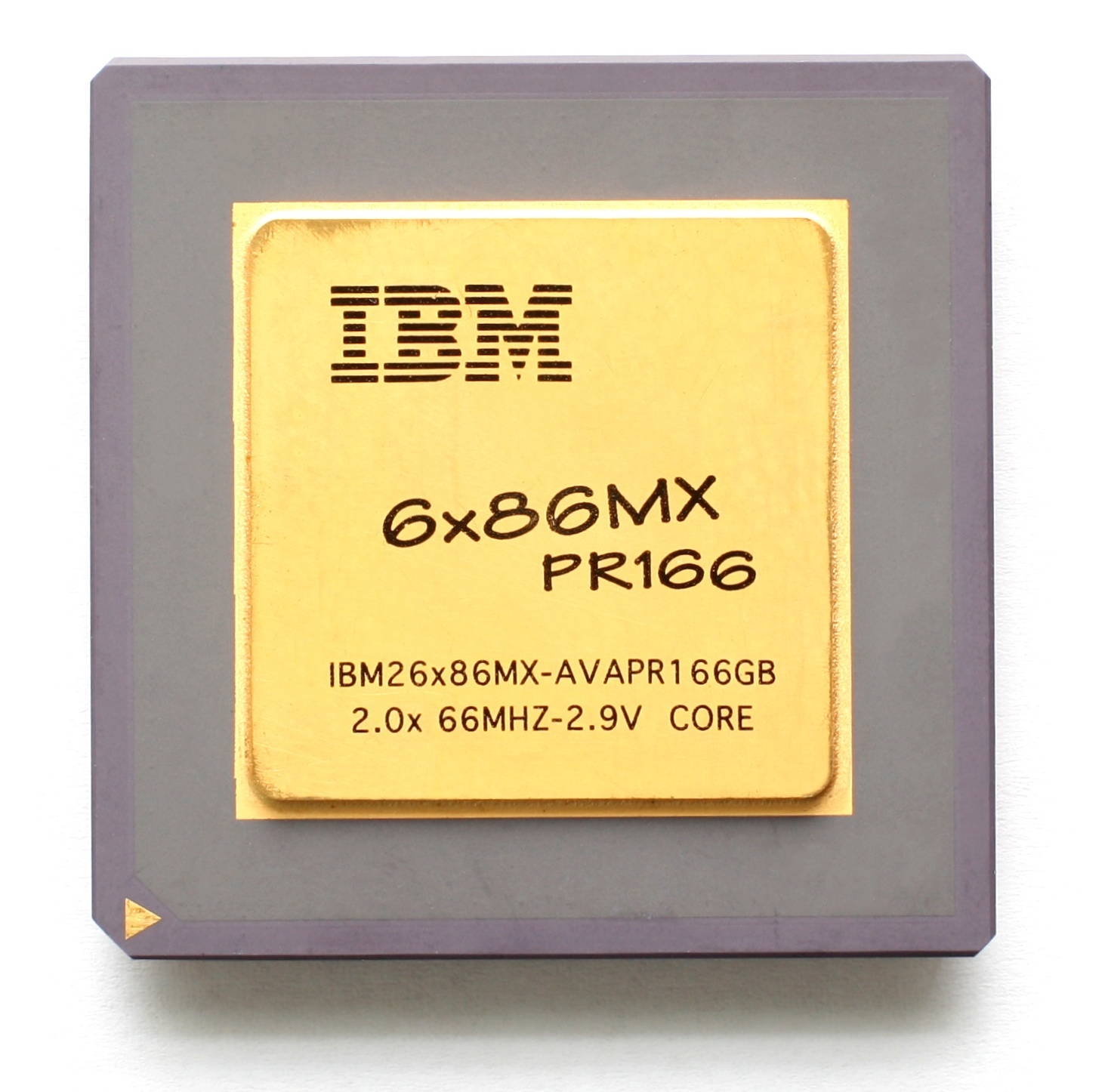
6x86MX冠以IBM的名字

Cyrix長期以來是無晶設計公司：Cyrix設計並銷售他們的產品，但將實際晶元化的工作外包。早期，Cyrix著重於依賴德克萨斯州仪器晶元厂（而后分化为SGS Thomson，現在是STMicroelectronics）。1994年他們的關係破裂，Cyrix轉而投靠IBM門下，因它的生產工藝是英特尔的勁敵。
透過兩家公司的製造合約，IBM獲得了冠名Cyrix设计的CPU的權力。當人們猜測IBM會更加傾重於Cyrix產品時，IBM繼續在主要產品線上使用來自於英特尔的大量產品，和AMD的少量產品。而只是將Cyrix設計的處理器做為廉價商品用於美國以外的新興市場中。

## 法律糾紛
與AMD不同，Cyrix從來沒有製造或生產過英特尔公司設計的產品，因此它的產品中並未包含來自英特尔的任何智慧結晶，而是完全獨立開發的。然而英特尔為了擺脫競爭對手，常年與Cyrix打官司，聲稱Cyrix 486侵權，這將使Cyrix在官司之中消耗大量的資金。
英特尔敗訴了Cyrix的官司，最終，法院裁決Cyrix享有在任何持有英特尔許可的工廠中生產他們自己的x86產品。
緊跟著的1997年Cyrix-Intel官司情形卻得以逆轉：這回是Cyrix訴訟英特尔，聲稱英特尔的Pentium Pro和Pentium II侵犯了Cyrix的專利，尤其是電源管理和寄存器重命名的技術。這個官司預計會拖延到好幾年，但通過另一個双重许可卻一锤落定——英特尔和Cyrix擁有使用雙方專利的權利。

## 与美国国家半導體合併
1997年8月，當官司仍在進行時，Cyrix合併至美國國家半導體（它擁有與英特爾之間的相互授權許可）。這給Cyrix帶來額外的市場動力與利用美國國家半導體晶圓廠的製造工藝，以便生產自家產品。在以往，記憶體和通訊裝置是這家工廠的主要產品，因為記憶體與CPU的製作工藝類似，工業分析師認為這次的合併的好處是顯而易見的。儘管與IBM的合約還尚未到期，但Cyrix最終仍轉移至國家半導體的晶圓廠。藉此鞏固Cyrix資金基礎，也給他們提供了更好的開發設備。
合併也帶來轉捩點，國家半導體傾向於單晶片的廉價產品，如MediaGX，而非像6x86、MII這樣的高性能晶片。是否因為國家半導體懷疑Cyrix的設計能力，還是畏懼與英特爾競爭高階市場，至今仍無法定論。因為MediaGX沒有直接的市場競爭對手，再加上不斷的給OEM廠商施壓以便推出低成本個人電腦，這個更像是真正轉捩的原因所在。
合併後不久國家半導體陷入財務危機，這問題嚴重傷害合併後的Cyrix。到1999年，AMD與Intel在CPU內頻上不斷競爭，在當時達到450MHz，遠遠超越Cyrix，而且將近一年的時間Cyrix才將PR-300提升至PR-333，然而實際頻率連300MHz也未達到。而且MII的前端匯流排仍運作在83MHz，這並不是當時英特爾所提出的標準，因此系統外頻無法工作在正確頻率上，使系統呈現於不穩定的狀態。後來的版本提升至100MHz才解決了這個問題。幾乎所有的6x86產品產生的熱耗能都特別高，因此對散熱設備的要求要高於英特爾和AMD的產品。同時也發現了與音效卡不相容的問題，也因這一連串問題和研發技術的落後，使Cyrix有被市場淘汰的危險。

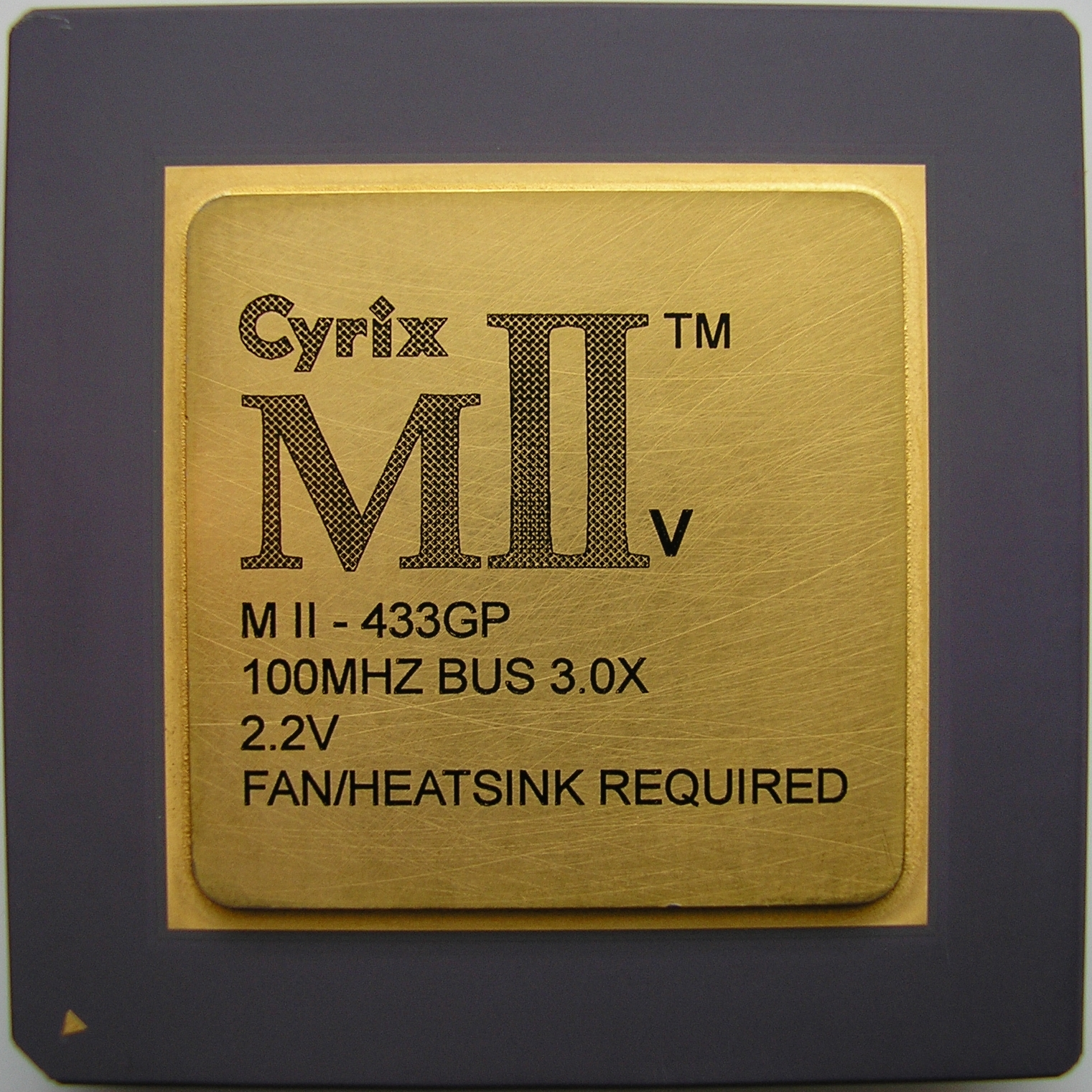
Cyrix MII 433GP正面

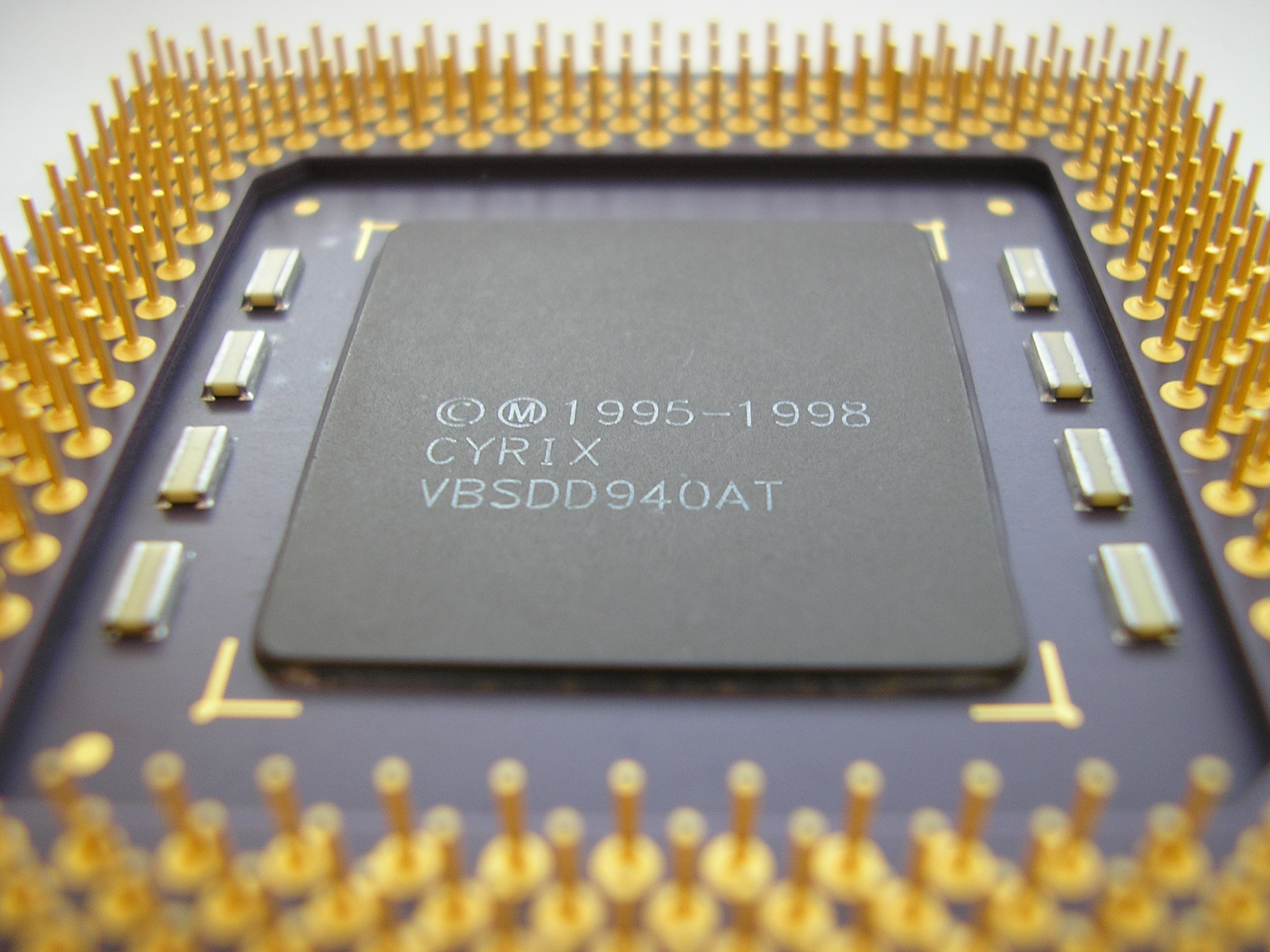
Cyrix MII 433GP背面

最後的Cyrix產品是Cyrix MII-433GP，實際工作頻率於300MHz，僅比AMD K6/2-300在浮點運算上快一點。然而，卻被標註為433MHz。
國家半導體的發展方向也離CPU市場越來越遠。因此，Cyrix的工程師一個接著一個離開。在國家半導體將Cyrix賣給威盛電子（VIA）時，原始設計團隊早已經不復存在，MII也銷聲匿跡於市場中。威盛在一個由Centaur科技設計的晶片上使用Cyrix的名字，並相信Cyrix會比Centaur或VIA更響亮。
Cyrix的失敗被Centaur科技的CEO，Glenn Henry說道“Cyrix是有好產品的，但他們找錯人，搞得自己灰頭土臉。當威盛收購Cyrix時，他們有400人，而我們60人，但我們仍做出更多的產品。” 
國家半導體保留MediaGX設計，並將其改名為Geode，希望將它以整合處理器產品出售。但最終在2003年時賣給AMD。2006年6月AMD展示世界上最低功耗的x86處理器，僅耗0.9瓦電能。這個處理器就是基於Geode核心，或者說這是Cyrix智慧結晶的光芒重現。

## 遺產
儘管這家公司是短壽的，品牌名稱也被現有公司放棄。但Cyrix與英特尔的競爭開創了低端CPU市場，降低了個人電腦的售價，使英特尔最終發布了賽揚處理器。
此外，對Cyrix知识產權的收購也使得威盛可以拖延與英特尔的法律糾紛，甚至是在停止使用Cyrix的後幾年裡。至今兆芯及威盛亦因此可以在避免被英特尔追责的情况下设计并销售x86架构的CPU，成为该架构仅存的厂商之一。